# Triangulering (politik)
Triangulering är ett begrepp inom politiken som innebär att man i grundläggande politiska frågor söker finna en tredje position mellan den egna och den som motståndaren företräder för att på så sätt kunna locka den ofta avgörande gruppen väljare i det politiska mittfältet.
| ”              | Trianguleringsstrategin handlar om att i centrala frågor – där den egna politiken är mindre uppskattad än motståndarens – närma sig motståndaren och inta en ’tredje ståndpunkt’ mellan den som motståndaren har och den man tidigare själv intagit. Triangulering är en modern variant på marginalväljarteoremet: partierna tenderar att utforma sin politik så att den framstår som attraktiv för den stora gruppen väljare som finns i det politiska kraftfältets mitt. | „ |
| – Tommy Möller | |   |

Begreppet triangulering myntades ursprungligen av Bill Clintons tidigare chefsrådgivare Dick Morris, som ett sätt att beskriva dennes strategi för att få Clinton återvald som USA:s president i 1996 års val.[källa behövs] Morris förordade en politik som var betydligt mer liberal/vänsterinriktad jämfört med det republikanska partiet, samtidigt som den i traditionella frågor skiljde sig från det egna demokratiska partiet.[källa behövs] Clinton beskrevs ha använt metoden främst när han började få svagt stöd i kongressen. Frihandelsavtalet NAFTA 1993 och reformeringen av socialbidragen 1996 är två exempel.
Andra ledande politiker som framgångsrikt anses ha använt sig av triangulering är Tony Blair med ”New Labour” i Storbritannien.
Den främsta nackdelen eller risken med triangulering är att det gör den som använder sig av metoden öppen för angrepp om att vara principlös, en flip-flopper som ständigt byter åsikt. Detta var bland annat vad som drabbade demokraternas förlorande presidentkandidat John Kerry i presidentvalet i USA 2004.

## "Triangulering" i Sverige
"Svenska politiker liknar inte Bill Clinton

i det här avseendet, utan snarare

Bill och Bull."

— Erik Åsard, 2014
"Två valrörelser på raken fyllda av

tomt trianguleringsprat är mer än

vad ens den mest politikintresserade

nörden står ut med."

— Erik Åsard, 2014
Förutsättningarna för triangulering är generellt sett mindre i ett mångpartisystem (exempelvis Sverige) än i ett majoritetsvalsystem med två dominerande partier (exempelvis Storbritannien och USA), eftersom utrymmet för positionsförändringar brukar vara mindre i det förra fallet. I Sverige brukar det istället handla om att lägga sig närmare sin politiska motståndare eller att överta dennes åsikt. En annan faktor som gör att metoden är svår att använda i Sverige är att partierna är toppstyrda och att interna partiopinioner sällan kommer fram. Erik Åsard menade 2014 att begreppet ofta används fel av svenska medier och att svenska politikers manövrar istället handlar om kopiering och efterapning.
Att använda triangulering kan också vara svårt inom politiska partier som lägger stor vikt vid den interndemokratiska processen och kräver att partiets medlemmar står bakom förändringarna.[källa behövs]